# Pałac w Liścu
Pałac w Liścu – wybudowany w 1881 r. w Liścu.

## Położenie
Pałac położony jest we wsi  w Polsce, w województwie dolnośląskim, w powiecie lubińskim, w gminie Lubin.

## Historia
Obiekt jest częścią zespołu pałacowego, w skład którego wchodzi jeszcze park.